# ERANAN GUITAR
ERANAN] GUITARは、株式会社石橋楽器店のオリジナルブランドとして当時の社員、カスタムギター・パーツを担当していた藤原靖弘が立ち上げたセクションである。

## 解説
藤原に、成毛滋（ギタリスト）がアドバイザーとなり、カスタムギターのブランドとなった。
昭和62年～昭和63年（1987年～88年）に音楽専門誌「YOUNG GUITAR」にて「元祖オレの考えたオリジナル・ギター」のERANANコーナーを展開。当選者のはがきデザインをカスタムボディとして製作していた。
ERANAN　GUITARの製作はKID’S　GUITARの代表（木戸宏）が請負っていた。
- ERANAN シリーズとして　「ERANAN　ストリングス」成毛滋モデル　弦
- ERANAN　SHIGERU　LOCK　シーゲルロックとしてGOTOと製造したヘッドストリングロック　成毛滋モデル

## ERANAN　エンドースメントアーティスト
- KUNI

- 足立裕二
- KART JAMES
- 吉井和哉
- 廣瀬洋一（HEESEY）
- 藤本泰司
- 高井寿
- Michael Schenker（マイケル・シェンカー）
- JAMES BROWN BAND
- クボブリュ（有頂天）
- ハッカイ （有頂天）
- コウ （有頂天）
- 大谷慎吾（UNITED）